# Oessoeribaai
De Oessoeribaai (Russisch: Уссурийский залив; Oessoeriesjki zaliv) is een baai in het noordoostelijke deel van de Baai van Peter de Grote in het noordwestelijk deel van de Japanse Zee. De lengte van de baai bedraagt ongeveer 67 kilometer en de breedte varieert tussen de 10 en 55 kilometer (aan de ingang). De baai is gemiddeld ongeveer 40 meter diep (maximaal 69 meter) en is verbonden met de Amoerbaai via de Oostelijke Bosporus. De kusten zijn bergachtig en met name in het westen sterk ingesneden. Het noordelijke deel van de baai is gewoonlijk deels bevroren van december tot maart, maar de dikte van het ijs is klein. Eb en vloed zorgt voor een niveauverschil van ongeveer 0,5 meter.
De stad Vladivostok ligt aan de westelijke oever van de baai en de stad Bolsjoj Kamen aan de oostelijke oever. Andere plaatsen aan de baai zijn Sjkotovo, Jemar en Podjapolskoje. De baai vormt een populair recreatiegebied van de kraj Primorje. Aan westzijde bevindt zich een uitgestrekt kuuroordgebied met pensions, sanatoria en kindervakantiekampen. Aan de baai 'Sjamora' bevindt zich het grootste en populairste strand van de inwoners van Vladivostok.